# ウィリアム・ピーター (第13代ピーター男爵)
第13代ピーター男爵ウィリアム・ジョセフ・ピーター（英: William Joseph Petre, 13th Baron Petre、1847年2月26日 – 1893年5月8日）は、イングランド貴族、ローマ・カトリック教会の聖職者。

## 生涯
第12代ピーター男爵ウィリアム・バーナード・ピーターと妻メアリー・テリーザ（Mary Teresa、1823年9月1日 – 1895年12月31日、チャールズ・トマス・クリフォード閣下の娘）の長男として、1847年2月26日にウォリックシャーのレミントンで生まれ、3月19日にレミントンのセント・ピーター教会で洗礼を受けた。
ピーターはローマ・カトリック教会の聖職者になり、バチカンの教皇宮廷に入った。
1877年にサリー州ウォバーン・パーク（Woburn Park）で学校を設立してカトリック自由主義教育を推進し（1884年まで運営）、さらにパンフレットを出版して自身の教育論を説いた。
1884年7月4日に父が死去すると、ピーター男爵位を継承した。政治では保守党に属する。
1893年5月8日にハイド・パーク・ガーデンズ21号で死去、15日にソーンドン・ホールで埋葬された。生涯未婚であり、弟バーナード・ヘンリー・フィリップが爵位を継承した。